# Fürst Woronzeff
Fürst Woronzeff ist ein deutscher Spielfilm aus dem Jahre 1934 von Arthur Robison mit Brigitte Helm und Albrecht Schoenhals in den Hauptrollen. Der Filmstoff basiert auf dem gleichnamigen Roman (1929) von Margot von Simpson.

## Handlung
Im Spielcasino von Monte Carlo trifft die schöne Diane Morell auf Baron von Naydek, den sie für ihren verflossenen Liebhaber, den russischen Fürsten Woronzeff hält. Der Irrtum ist schnell aufgeklärt. Naydek und Woronzeff sehen sich zum Verwechseln ähnlich und sind befreundet. Sie haben sich allerdings seit 15 Jahren nicht mehr gesehen. Woronzeff hat sich, inzwischen schwer herzkrank, in seinen Palast in Cannes zurückgezogen. Seine 18-jährige Tochter Nadja, die vor 14 Jahren in den Wirren der russischen Revolution verschollen war, muss nun befürchten von der geldgierigen Verwandtschaft des Fürsten um ihr Erbe gebracht zu werden. Woronzeff sieht sich zu schwach gegen die intriganten Erbschleicher vorzugehen und bittet nun seinen alten Freund Naydek vorübergehend in die Fürstenrolle zu schlüpfen, um Nadjas Rechte durchzusetzen. Diane, die Ex-Freundin des Fürsten durchschaut unterdessen den Rollentausch, behält das Geheimnis jedoch für sich. Längst hat sie sich in den kühnen Spieler Naydek verliebt. Naydek seinerseits fällt die vermeintliche Vaterrolle zusehends schwerer, denn er hat sich nun in die junge Nadja verliebt. Inzwischen ist Woronzeff gestorben und Naydek ist gezwungen seine Rolle auf unbestimmte Zeit weiterzuspielen. Die nun verwaiste Nadja vergöttert ihren „Vater“, der nur darauf wartet seiner „Tochter“ seine wahren Gefühle zu gestehen. Als Naydek erkennt, dass Nadja nicht ihn, sondern seinen jüngeren Bruder Otto liebt, räumt er das Feld. Er erkennt, dass er in Diane eine seelenverwandte Natur gefunden hat. Für die Welt inszeniert der falsche Fürst einen Bootsunfall, um mit Diane ein neues Leben anzufangen. Abenteuerlich, schön und leidenschaftlich segeln die beiden einer gemeinsamen Zukunft entgegen.

## Produktionsnotizen
Die Dreharbeiten fanden von Juni bis August 1934 in den UFA-Ateliers Neubabelsberg und Berlin-Tempelhof statt. Die Außenaufnahmen wurden an der französischen Riviera in Cannes und Monte Carlo gedreht.
Erich Kettelhut war gemeinsam mit Max Mellin für die Filmbauten verantwortlich. Die Herstellungsleitung wurde von Max Pfeiffer überwacht, die Aufnahmeleitung hatte Gerhard Tandar inne. Die musikalische Leitung oblag Hans-Otto Borgmann. Bruno Balz schrieb den Liedtext des langsamen Foxtrott Von allen Frauen, die mich lieben.
Das Duett aus der Oper Samson et Dalila singen Ruth Berglund und Walther Ludwig.
Der Film passierte die Zensur am 1. Oktober 1934 unbeanstandet und wurde mit einem Jugendverbot belegt.
Die Uraufführung erfolgte am 2. Oktober 1934 im Ufa-Palast am Zoo.

## Hintergrund
Für Brigitte Helm sollte es der letzte Film sein, den sie für die UFA drehte. Unmittelbar nach Beendigung der Dreharbeiten verursachte sie einen zweiten Autounfall, bei dem eine Passantin schwer verletzt wurde. Dem UFA-Star drohte nun eine Gefängnisstrafe. Weitere Filmprojekte wurden vorerst auf Eis gelegt. Schließlich lieh man sie an die Terra-Film AG, Berlin aus, für die sie Anfang 1935 ihren letzten Film Ein idealer Gatte drehte.
Auch für Regisseur Arthur Robison sollte es einer der letzten Filme seiner Karriere werden. Nach zwei weiteren Produktionen im Jahr 1935, verstarb er im Alter von nur 52 Jahren. In der Titelrolle gab der ehemalige Militärarzt Albrecht Schoenhals sein Leinwanddebüt und wurde wie auch Willy Birgel und Hansi Knoteck, beide in ihrer zweiten Filmrolle, zu einem der beliebtesten Stars des deutschen Films bis 1945.

## Französische Version
Arthur Robison drehte gleichzeitig eine französische Version des Films unter dem Titel Le secret des Woronzeff. Der Film lief im Januar 1935 als Erstaufführung in Paris an. André Beucler assistierte Robison bei der Regie und wirkte auch an der französischen Fassung des Drehbuchs mit. Der technische Stab war identisch, die Besetzung der Schauspieler sah wie folgt aus:
- Brigitte Helm: Diane Morell (spielt auch in der deutschen Version)
- Jean Murat:  Le prince Woronzeff
- Madeleine Ozeray: Nadia
- Vladimir Sokoloff: Petroff
- Marguerite Templey: La tante Adèle
- Gaston Dubosc: L’oncle Ivan
- Pierre Mingand: Le frère von Naydeck
- Guy Sloux
- Charles Redgie
- Marc-Hély
- Henry Bonvallet
- Raymond Aimos
- Jane Pierson
- Marguerite de Morlaye

## Rezeption
Fürst Woronzoff wurde von der zeitgenössischen Presse überwiegend positiv aufgenommen und war auch dank der französischen Version ein internationaler Publikumserfolg. Fred Olimsky zeigt sich in der Berliner Börsen-Zeitung fasziniert von der Darstellung Brigitte Helms: „Brigitte Helm in der Rolle einer mondänen Schauspielerin ist eleganter denn je, wieder gelingt es ihr, das Irrationale eines schon fast dämonischen weiblichen Rätselwesens stark zum Ausdruck zu bringen.“